# Brit Awards 1977
The BRITish Record Industry BRITannia Awards est la 1re cérémonie des Brit Awards qui a lieu le 18 octobre 1977 au Centre de conférences de Wembley à Londres.
Elle est présentée par Michael Aspel et retransmise par ITV. La diffusion est cependant incomplète et il n'existe aucun enregistrement de l'attribution de quelques prix (parmi lesquels le meilleur single international) dont les lauréats restent inconnus,.
Cette première édition coïncide avec le centenaire du premier enregistrement sonore et entre dans le cadre du Jubilé d'argent d'Élisabeth II (en) qui célèbre les 25 ans de règne de la reine, les nominations correspondent donc à cette période et pas seulement à l'année écoulée.
Ce n'est qu'à partir de la deuxième édition des Brit Awards, en 1982, que la cérémonie devient annuelle.

## Palmarès
Les lauréats apparaissent en caractères gras.

### Meilleur album britannique
- Sgt. Pepper's Lonely Hearts Club Band des Beatles
  - Goodbye Yellow Brick Road d'Elton John
  - Tubular Bells de Mike Oldfield
  - The Dark Side of the Moon de Pink Floyd

### Meilleur single britannique
- A Whiter Shade of Pale de Procol Harum et Bohemian Rhapsody de Queen (ex æquo)
  - She Loves You des Beatles
  - I'm Not in Love de 10cc

### Meilleur artiste solo masculin britannique
- Cliff Richard
  - Elton John
  - Tom Jones
  - Rod Stewart

### Meilleure artiste solo féminine britannique
- Shirley Bassey
  - Petula Clark
  - Cleo Laine
  - Dusty Springfield

### Meilleur groupe britannique
- The Beatles
  - Pink Floyd
  - The Rolling Stones
  - The Who

### Meilleur producteur britannique
- George Martin
  - Gus Dudgeon
  - Glyn Johns
  - Mickie Most

### Révélation britannique masculine
- Graham Parker
  - Heatwave (en)

### Révélation britannique féminine
- Julie Covington
  - Bonnie Tyler

### Meilleur album international
- Bridge over Troubled Water de Simon and Garfunkel
  - Arrival d'ABBA
  - Tapestry de Carole King
  - Songs in the Key of Life de Stevie Wonder

### Meilleur album orchestral
- War Requiem de Benjamin Britten
  - Les Planètes de Adrian Boult
  - Symphonies de Beethoven de Otto Klemperer
  - War Requiem de Oliver Knussen
  - L'Anneau du Nibelung de Georg Solti

### Meilleur album classique soliste
- Concerto pour violoncelle d'Edward Elgar de Jacqueline du Pré

### Meilleur disque britannique pour un non-musicien
- Under Milk Wood de Richard Burton

### Contribution exceptionnelle à la musique
- The Beatles et L.G. Wood

## Artistes à nominations multiples
- 3 nominations :
  - The Beatles

- 2 nominations :
  - Elton John
  - Pink Floyd

## Artistes à récompenses multiples
- 2 récompenses :
  - The Beatles